# Museo civico etnografico Giovanni Podenzana
Il Museo civico etnografico Giovanni Podenzana ha sede alla Spezia.

## Struttura

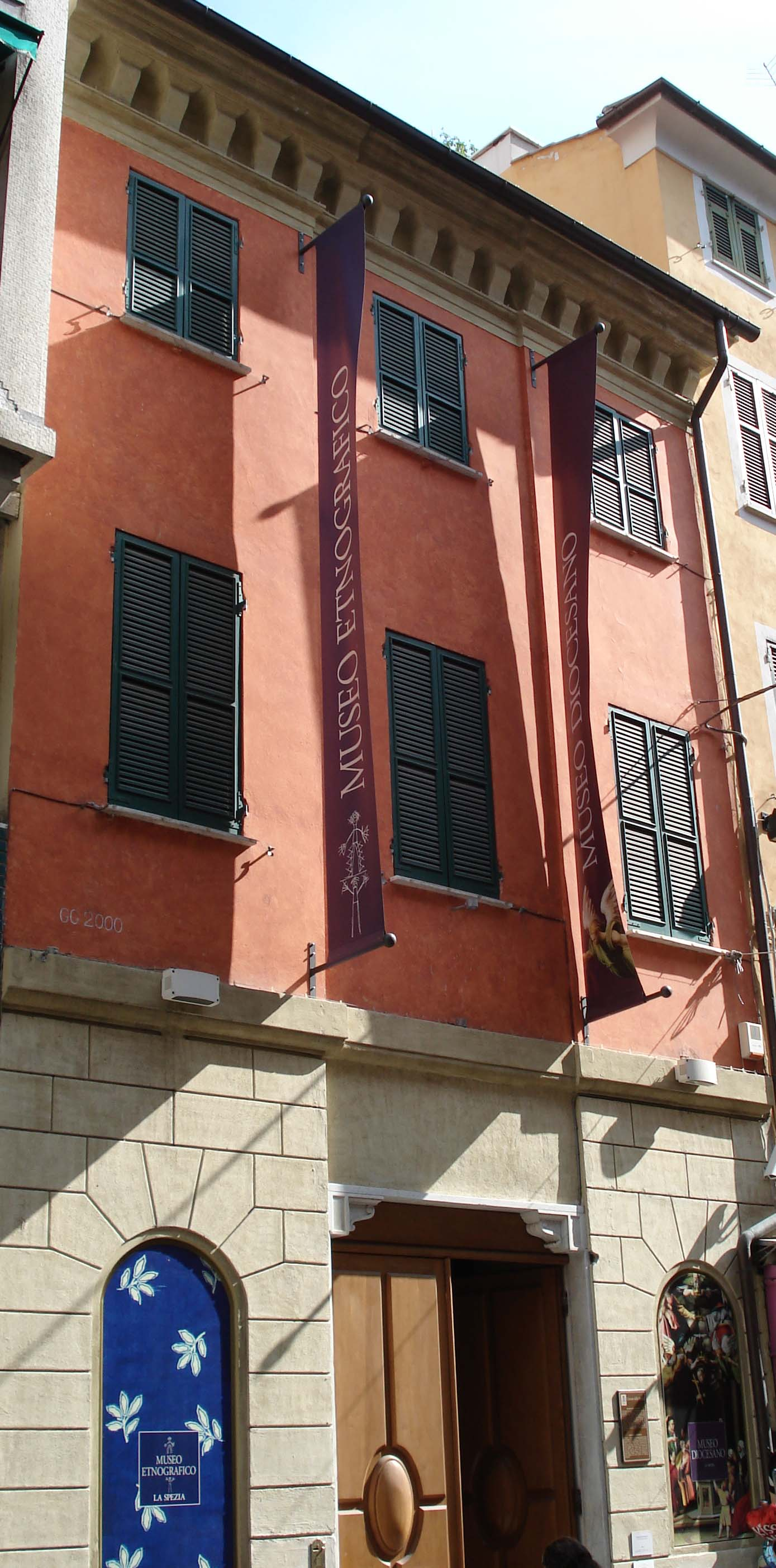
Il Museo civico etnografico

Il Museo etnografico G. Podenzana della Spezia si trova in via del Prione 156, in piena zona pedonale nel centro storico cittadino. 

Il museo ha sede nell'antico oratorio di San Bernardino, edificio del XV secolo nei pressi della porta di Genova (altrimenti appunto detta porta di San Bernardino) nella cinta muraria medievale. Prima di ospitare il museo, l'edificio è stato per alcuni anni sede della Pubblica Assistenza cittadina.

## La collezione
Il museo è dedicato a  Giovanni Podenzana, naturalista, viaggiatore, etnografo (La Spezia 1864-Brugnato 1943). 

In oltre trent'anni di viaggi e ricerca sul campo Podenzana raccolse migliaia di oggetti riferibili all'antropologia extraeuropea (Australia, Tasmania, Nuova Guinea, Giappone) e alla cultura e delle tradizioni popolari delle comunità rurali della Lunigiana storica, dalla metà del Settecento ai primi decenni del Novecento. In esposizione permanente i materiali di arte e tradizione popolare della Val di Magra e Val di Vara, databili dalla metà del Settecento ai primi decenni del Novecento. Questi elementi della vita sociale e quotidiana delle comunità rurali del territorio, modificata profondamente a seguito dell'industrializzazione, offrono al visitatore un'interessante sintesi della vita in Lunigiana nel Settecento e nel primo Novecento. Ne emergono un mondo e una società semplici ma ricchi di antiche consuetudini, rituali, credenze; un artigianato sapiente capace a volte di trasformare gli oggetti minuti di uso quotidiano in piccoli capolavori artistici, come le tipiche culle intagliate della zona di Bratto (Pontremoli).
Notevole e ricca la sezione dei tessili e dei costumi tradizionali dell'Ottocento, fra i quali l'abito femminile festivo della Spezia, di Sarzana e delle Cinque Terre, con la presenza delle gonne realizzate nella stoffa turchina tessuta nei telai locali, che rappresenta l'antenato del mitico jeans.
Notevole anche la sezione che documenta i gioielli d'oro in filigrana, da indossare nei giorni della festa, e le croci d'argento di manifattura locale, dalle quali le donne non si separavano mai nemmeno durante il lavoro nei campi. Si conservano anche i singolari cappellini femminili di rafia intrecciata, le cui minutissime dimensioni avevano meravigliato i viaggiatori inglesi del secolo passato in visita nel Golfo. Ma ancora gli strumenti domestici, gli ex voto della devozione popolare, gli oggetti legati alla sfera  della superstizione, gli utensili connessi con le attività agricole o della pastorizia, gli arredi e le suppellettili della casa, gli strumenti intagliati della filatura e tessitura, spesso doni di fidanzamento donati alla futura sposa, elementi tutti che costituiscono, per la loro antichità di raccolta e la loro originalità, un repertorio di raro fascino e di sottile seduzione.

## Il percorso espositivo
La collezione si articola sviluppando i seguenti temi:
- devozione e culti popolari
- superstizione e pratiche magico-terapeutiche
- oreficerie
- arredi della casa
- oggetti di corredo personale
- utensili per la tessitura familiare ed abbigliamento tradizionale